# Heinäsaari (ö i Södra Österbotten)
Heinäsaari är en ö i Finland. Den ligger i sjön Alainen-Sappio och i kommunen Etseri i den ekonomiska regionen  Kuusiokunnat  och landskapet Södra Österbotten, i den centrala delen av landet, 270 km norr om huvudstaden Helsingfors. Öns area är omkring 830 kvadratmeter och dess största längd är 50 meter i nord-sydlig riktning.